# Baronne de Prailly
'Baronne de Prailly' est un cultivar de rosier hybride remontant obtenu en 1871 par le rosiériste français Jean Liabaud. Il doit son nom à la baronne de Prailly, née Hortense Chevandier de Valdrome (1813-1879), propriétaire à Hyères de la villa des Palmiers, dont le parc avec son jardin exotique est réputé. Ce cultivar est toujours présent dans les catalogues destinés aux amateurs de roses anciennes.

## Description
Cet hybride remontant présente de grandes fleurs de rose vif à lilas clair, aux pétales régulièrement imbriqués avec parfois un fin liséré blanc ; elles sont agréablement parfumées, très pleines et globuleuses sur des tiges plutôt flexibles. Son buisson moyennement vigoureux et érigé montre un feuillage vert clair et s'élève à 120 cm.

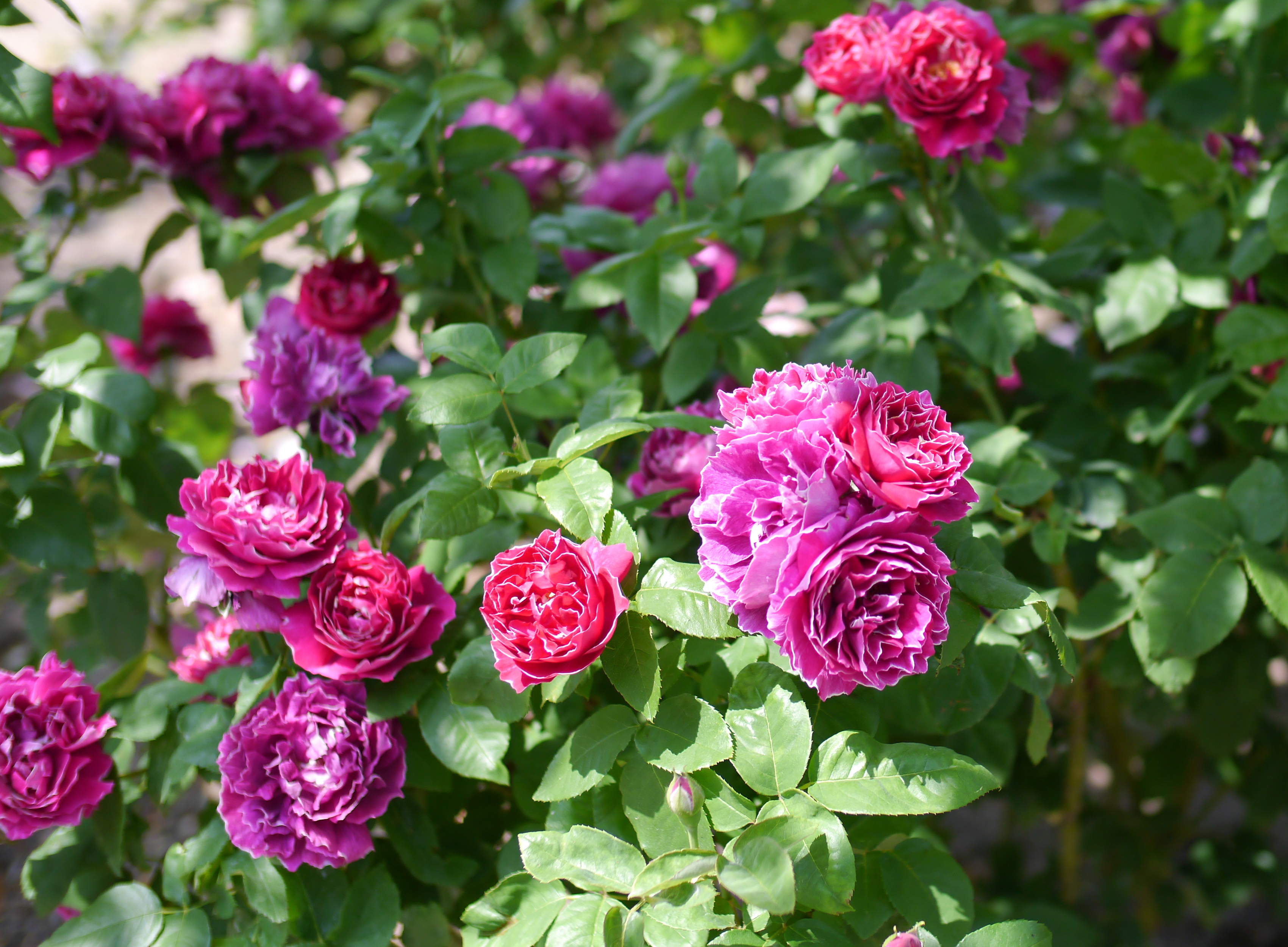
Buisson de 'Baronne de Prailly'.

Le rosier 'Baronne de Prailly' est issu d'un semis de 'Victor Verdier'.